# Once Upon a Small Town
Once Upon a Small Town (hangul: 어쩌다 전원일기) (bra: Amor Rural) é uma série de televisão sul-coreana de 2022 dirigida por Kwon Seok-jang e estrelada por Park Soo-young, Choo Young-woo, Jung Suk-yong e Baek Seong-cheol. Adaptado de uma web novel criada por Park Ha-min, esta série original da KakaoTV é uma comédia romântica que mostra Han Ji-yul, um veterinário de Seul, sendo inesperadamente jogado em uma vila rural e conhecendo a policial local Ahn Ja-young. O primeiro episódio foi lançado em 5 de setembro de 2022 na KakaoTV, e um novo episódio era sempre exibido todas as segundas, terças e quartas às 19:00 (KST), durante quatro semanas. A série também está disponível mundialmente para streaming através da Netflix.

## Sinopse
Han Ji-yul, um jovem veterinário de Seul, muda-se relutantemente para a vila de Huidong para cuidar da clínica de seu avô. Lá, ele conhece Ahn Ja-young, uma policial e moradora da cidade, e Lee Sang-hyeon, o dono de uma cafeteria local. A mudança da vida confortável que Ji-yul tinha na capital para a da aldeia não é tão tranquila e simples como ele presumia, testando sua capacidade de se adaptar à dinâmica única de uma cidadezinha rural do interior do país.

## Elenco

### Principal
- Park Soo-young como Ahn Ja-young, uma policial local do terceiro ano e membro da cidade.[8]
- Choo Young-woo como Han Ji-yul, um veterinário que vem de Seul para assumir o hospital veterinário da vila administrado por seu avô.[9]
- Baek Seong-cheol como Lee Sang-hyeon, um jovem agricultor que administra uma fazenda de pêssegos na vila de Heedong.[10]

### De apoio

#### Pessoas próximas de Han Ji-yul
- Na Chul como Choi Yun-hyeong, um veterinário que administra um hospital veterinário em Seul.[11]
- Park Ye-ni como Young-Sook, uma enfermeira veterinária.[12]
- Ha Yul-ri como Choi Min, ex-namorada de Han Ji-yul, que é veterinária de animais de laboratório em uma empresa farmacêutica estrangeira.[13]
- Lee Dong-chan como o avô Deok-jin, um veterinário.

#### Pessoas na aldeia de Heedong
- Jung Suk-yong como Hwang Man-seong.
- Baek Ji-won como Choi Se-ryun.[14]
- Park Ji-ah como Cha Yeon-hong, secretária geral da associação de mulheres na aldeia de Heedong.[15]
- Yoo Yeon como Kyeong-ok, mulher misteriosa com olhar indiferente[16]
- Roh Jae-won como Yoon Geun-mo, um policial da vila de Heedong[17]
- Kim Young-sun como Mal-geum, a presidente de Majeong-ri, a aldeia próxima a Heedong-ri, é patriótica quando toma a iniciativa de resolver os assuntos da aldeia.[18]
- Jung Si-yul como Kim Seon-dong

## Produção
A série é dirigida pelo respeitado diretor de produção, Kwon Seok-jang. Inicialmente, Choi Soo-young e Jang Keun-suk receberam ofertas de atuarem como protagonistas na série em agosto de 2021. Mais tarde, em setembro de 2021, foi relatado que não houve avanços nas negoiações. Em maio de 2022, Choo Young-woo como Han Ji-yul, o veterinário nativo de Seul, e Park Soo-young como Ahn Ja-young, a policial local foram confirmados como os protagonistas masculino e feminino da série. Baek Seong-cheol se juntou ao elenco no final de maio como Lee Sang-hyeon, fazendeiro local.
Como a série foi filmada em um ambiente rural envolvendo animais, a equipe de produção criou um ambiente seguro, com assessoria de veterinários, desde a concepção do roteiro até a própria filmagem. Toda a filmagem, onde os animais estiveram presentes, foi feita na presença de um veterinário e de um treinador profissional. A equipe de produção revelou: “Todos os adereços que entram em contato com animais foram feitos especialmente de silicone para garantir a segurança, e tudo que pudesse ser prejudicial foi excluído ao máximo”.

## Recepção
Once Upon a Small Town entrou na lista Netflix Global Top 10 das séries de TVs mais assistidas (não inglesas) e no Netflix Top 10 em 33 países ao redor do mundo. A série também alcançou o Top 10 do Ranking Integrado OTT, que inclui todas as plataformas de streaming. “O drama foi bem recebido e espera-se que cresça no futuro junto com o efeito da plataforma OTT global.”
A série recebeu críticas positivas de críticos e telespectadores pelo desempenho dos atores, roteiro e direção. A revista americana Time elogiou Once Upon a Small Town e o selecionou como um dos 10 melhores dramas coreanos de 2022 para assistir na Netflix. A revista Rolling Stone Índia escolheu Once Upon a Small Town como uma das 10 melhores comédias românticas coreanas de 2022.

## Trilha sonora

### Parte 1
| Lançado em 6 de setembro de 2022 |                       |                |                |                |         |  |
| N.º                              | Título                | Letras         | Música         | Artista        | Duração |  |
| 1.                               | "Missing You"         | Moon Seong-nam | Moon Seong-nam | Hong Dae-kwang | 3:55    |  |
| 2.                               | "Missing You" (inst.) |                |                |                | 3:55    |  |

### Parte 2
| Lançado em 13 de setembro de 2022 |                          |                                  |                                  |         |         |  |
| N.º                               | Título                   | Letras                           | Música                           | Artista | Duração |  |
| 1.                                | "Sunset Village"         | Seongnam Moon (Every Single Day) | Seongnam Moon (Every Single Day) | O.WHEN  | 4:30    |  |
| 2.                                | "Sunset Village" (inst.) |                                  |                                  |         | 4:30    |  |

## Episódios
| N.º | Título                     | Dirigido por   | Escrito por     | Lançamento             |
| --- | -------------------------- | -------------- | --------------- | ---------------------- |
| 1   | "Episode 1" "Episódio 1"   | Kwon Seok-jang | Baek Eun-kyeong | 5 de setembro de 2022  |
| 2   | "Episode 2" "Episódio 2"   | Kwon Seok-jang | Baek Eun-kyeong | 6 de setembro de 2022  |
| 3   | "Episode 3" "Episódio 3"   | Kwon Seok-jang | Baek Eun-kyeong | 7 de setembro de 2022  |
| 4   | "Episode 4" "Episódio 4"   | Kwon Seok-jang | Baek Eun-kyeong | 12 de setembro de 2022 |
| 5   | "Episode 5" "Episódio 5"   | Kwon Seok-jang | Baek Eun-kyeong | 13 de setembro de 2022 |
| 6   | "Episode 6" "Episódio 6"   | Kwon Seok-jang | Baek Eun-kyeong | 14 de setembro de 2022 |
| 7   | "Episode 7" "Episódio 7"   | Kwon Seok-jang | Baek Eun-kyeong | 19 de setembro de 2022 |
| 8   | "Episode 8" "Episódio 8"   | Kwon Seok-jang | Baek Eun-kyeong | 20 de setembro de 2022 |
| 9   | "Episode 9" "Episódio 9"   | Kwon Seok-jang | Baek Eun-kyeong | 21 de setembro de 2022 |
| 10  | "Episode 10" "Episódio 10" | Kwon Seok-jang | Baek Eun-kyeong | 26 de setembro de 2022 |
| 11  | "Episode 11" "Episódio 11" | Kwon Seok-jang | Baek Eun-kyeong | 27 de setembro de 2022 |
| 12  | "Episode 12" "Episódio 12" | Kwon Seok-jang | Baek Eun-kyeong | 28 de setembro de 2022 |